# Boreophilia islandica
Boreophilia islandica (лат.) — вид арктических жуков семейства стафилиниды из подсемейства Aleocharinae, включаемый в отдельный род Boreophilia. Гренландия. Исландия. Фарерские острова. Север Скандинавии. Север России. Аляска (США). Юкон (Канада). Длина тела 3—3,5 мм. Пронотум отчётливо шире головы на уровне глаз. Внутренний край надкрылий короче пронотума. Волоски средней линии пронотума направлены вперёд. У самок задний край 6-го абдоминального стернита слега изогнут и с бахромкой из коротких волосков. В Гренландии найдены под камнями на южном побережье острова. Взрослые особи регистрировались с апреля по август, что предполагает зимовку на стадии имаго.